# Georg Wolf (Jurist)
Georg Wolf (* 20. Februar 1921; † 23. Juni 2012 in München) war ein deutscher Jurist und Polizeibeamter.

## Werdegang
Der promovierte Jurist war Leiter der Münchner Schutzpolizei und hinter Manfred Schreiber Stellvertretender Polizeipräsident von München.
Bei der Geiselnahme von München während der Olympischen Sommerspiele 1972 war er Einsatzleiter beim gescheiterten Befreiungsversuch auf dem Militärflugplatz Fürstenfeldbruck.
Anlässlich einer Wahlkampfkundgebung der CSU zur Bundestagswahl 1980 am 23. September 1980 auf dem Münchner Marienplatz wurde er als polizeilicher Einsatzleiter abgesetzt, da er sich geweigert hatte, „Stoppt Strauß“-Plakate zu entfernen. Im November 1980 entzog das bayrische Innenministerium ihm auch die Einsatzleitung bei dem umstrittenen Rekrutengelöbnis auf dem Münchner Königsplatz.
Im Bayerischen Landtag wurde im Dezember 1980 ein Untersuchungsausschuss eingesetzt, der klären sollte, ob Ministerpräsident Franz Josef Strauß entgegen der Verfassung Einfluss auf die Absetzung Wolfs genommen hatte.

## Ehrungen
- 1981: Medaille „München leuchtet“